# پروکتیت
پروکتیت (به انگلیسی: Proctitis) یا پروکتیت اولسروز (به انگلیسی: Ulcerative Proctitis) فرمی از بیماری التهابی روده است که در آن راست‌روده (رکتوم) دچار التهاب می‌شود. علت اصلی و دقیق این بیماری مشخص نمی‌باشد. این بیماری محدود به راست روده است و از بیماری کولیت اولسروز  که در آن علاوه بر راست روده،پس‌روده (کولون) نیز درگیر می‌شود، متمایز است. در اکثریت بیماران، پروکتیت  به بیماری جدی تری تبدیل نمی‌شود.

## علل

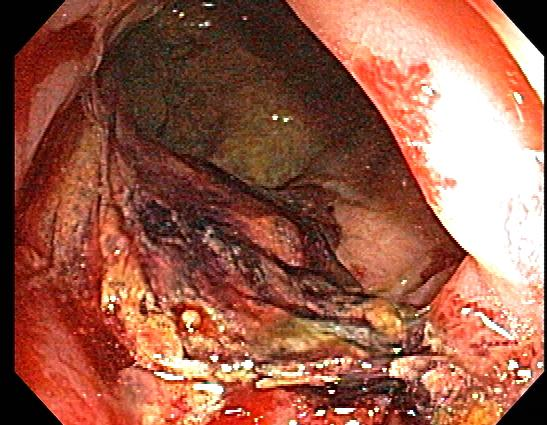
نمایه کولونوسکوپی از پروکتیت

گفته می‌شود عوامل زیر باعث پروکتیت می‌شوند اما همچنان علت اصلی و دقیق آن نامعلوم است.
- سوزاک
- سیفیلیس (معمولاً سیفیلیس ثانویه)
- ویروس هرپس سیمپلکس
- کاندیدیاز
- ویروس پاپیلوما
- آمیبیاز
- عفونت‌های مقاربتی غیر اختصاصی
- اشعه درمانی

## علایم و نشانه‌ها
- خونریزی از مقعد
- تغییر عادت دفع مدفوع، اسهال یا یبوست
- احساس مداوم دفع فوری مدفوع بدون دفع واقعی مدفوع با دفع مقادیر اندک
- زور پیچ، تمایل مداوم و احساس اجبار برای دفع مدفوع
- خون، بلغم یا چرک در مدفوع
- دردهای شدید شکمی هم‌زمان با حرکات روده
- ترشح مقعدی بلغمی یا خون بدون مدفوع
- درد کرامپی درناحیه پایین چپ شکم

اغلب به‌طور هم‌زمان چند علامت دارند. برای مثال دفع مکرر مدفوع، خون‌ریزی مقعدی، احساس اجبار به دفع کردن و زور پیچ به‌طور شایع با یکدیگر اتفاق می‌افتد. بعضی علائم بیماری را هر روز تجربه می‌کنند. بعضی دیگر فقط گهگاهی علائمشان شعله‌ور می‌شود و دوره‌های فروکش که چندین هفته، ماه‌ها یا حتی سال‌ها طول می‌کشد، در بین فواصل حاد بیماری وجود دارد.

## تشخیص بیماری
برای تشخیص، پزشک نیاز به گرفتن شرح حال کامل، انجام معاینه بالینی، انجام آزمایش‌های خونی یا عکسبرداری و آزمایش مدفوع خواهد داشت. بسیاری از پزشکان برای تشخیص از درون‌بینی Endoscopy پس‌روده (به‌طور دقیقتر خم‌روده‌بینی sigmoidoscopy یا پس‌روده‌بینی colonoscopy) برای بررسی مستقیم بر روی روده بزرگ یا راست روده استفاده خواهند کرد تا میان پروکتیت اولسروز و کولیت اولسروز افتراق گذارد. پزشک ممکن است نمونه‌های بافتی از بستر ملتهب مقعدی بردارد تا تشخیص بیماری را تأیید کند.

## درمان
هدف اولیه از درمان بهبود و در صورت امکان کاهش علائم است. پزشک درمان مناسب را برپایه شدت علائم و همین‌طور وسعت و شدت التهاب راست روده (که معمولاً توسط خم‌روده‌بینی sigmoidoscopy آشکار می‌شود) انتخاب خواهد کرد. پروکتیت خفیف تا متوسط معمولاً می‌تواند به صورت موفقیت آمیزی با بکارگیری درمان‌های موضعی، یا مستقیماً بداخل راست روده درمان شود.
داروهای شایع که از طریق مقعدی استفاده می‌شوند شامل: هیدرورکورتیزون در کف، تنقیه یا شیاف می‌باشند. آمینوسالیسیلیکاسید  به شکل تنقیه یا شیاف می‌باشد. اگر علائم با درمان‌های مقعدی کنترل نشوند، درمان خوراکی با سولفاسالازین یا کورتیکواستروئیدها ممکن است نیاز باشد برای بعضی بیماران ترکیب هر دو نوع درمان از طریق (شیاف و تنقیه) یا ترکیب خوراکی و مقعدی بسیار مؤثر خواهد بود.مزالازین نیز در این گونه بیماران مصرف می‌شود.

## پیشگیری
از راه‌های پیشگیری این بیماری می‌توان به موارد زیر اشاره نمود:
- پیشگیری از ابتلا به یبوست با رژیم حاوی مواد غذایی فیبر دار
- اجتناب کردن از رابطه جنسی مقعدی
- عدم مصرف مواد غذایی که باعث ایجاد حساسیت در فرد می‌شود
- داشتن فعالیت‌های جنسی ایمن[۱]

## رژیم غذایی
در دوره خاموشی بیماری هیچ قانون مطلقی برای غذاهای مشکل دار وجود ندارد. بیمار خود باید احساس کند که بعد از خورد هر غذا چه احساسی دارد و این مسئله خود بهترین راهنما است. نوشتن آنچه بیمار پس از خوردن آن دچار مشکل می‌شود در یک جدول و عوارض بروز نموده راهنمای بسیار مناسبی برای رسیدن به یک برنامه غذایی مناسب است. اما در هنگام شعله‌ور شدن بیماری لازم است از نوشیدنی‌های گازدار، غذاهای دارای فیبر زیاد و نفخ‌آور مانند کلم، لوبیا و نخود، مواد غذایی چون غذاهای پر چرب، شیر و محصولات لبنی و گوشت قرمز که هضم آن‌ها دشوار است پرهیز کرد.
نوشیدن یک تا یک لیتر و نیم نوشیدنی بدون گاز به خصوص آب قویا، دوغ توصیه می‌شود. همچنین هنگام شعله‌ور شدن بیماری می‌توان از مواد غذایی مانند برنج سفید، ماکارونی ساده، هلو یا گلابی پوست کنده شده، سیب زمینی پخته، ماهی آب‌پز، پوره سیب زمینی، گوشت مرغ بی پوست، نان با آرد جو استفاده کرد.